# Quận Madison, Texas
Quận Madison (tiếng Anh: Madison County) là một quận trong tiểu bang Texas, Hoa Kỳ. Quận lỵ đóng ở thành phố , Texas 6. Theo kết quả điều tra dân số năm  2000 của Cục điều tra dân số Hoa Kỳ, quận có dân số người 2.